# Sitzenberg-Reidling
Sitzenberg-Reidling är en kommun  i Österrike. Den ligger i distriktet Tulln och förbundslandet Niederösterreich, 40 km nordväst om huvudstaden Wien.
Kommunen består av åtta orter (Ortschaften) (inom parentes invånarantal 1 januari 2024):

- Ahrenberg (155)
- Baumgarten (52)
- Eggendorf (100)
- Hasendorf (237)
- Neustift (118)
- Reidling (1 059)
- Sitzenberg (477)
- Thallern (261)